# باب مک‌دانل
باب مک‌دانل (به انگلیسی: Bob McDonnell) سیاستمدار آمریکایی و ۷۱مین فرماندار ایالت ویرجینیا از حزب جمهوری‌خواه ایالات متحده آمریکا بود که در تاریخ ۱۶ ژانویه ۲۰۱۰ میلادی به عنوان فرماندار انتخاب شد و تا ۱۱ ژانویه ۲۰۱۴ در این سمت باقی ماند.